# Dactylaena microphylla
Dactylaena microphylla är en paradisblomsterväxtart som beskrevs av August Wilhelm Eichler. Dactylaena microphylla ingår i släktet Dactylaena, och familjen paradisblomsterväxter. Inga underarter finns listade i Catalogue of Life.